# Чаганиан
Чаганиа́н (также пишется Чагиниан и аль-Саганиан; пехл. Čagīnīgān; перс. چغانیان‎; согд. Chaghāniyān) — княжество с VI по XI века и историческая область в долине реки Сурхандарья и Гиссарской долины, в современном Таджикистане и Узбекистане.

Правители региона были известны под титулами «Чаган-худа» (согд. Čağān-hodāh; пехл. Čagīnīgān Xvaday; тадж. чаған-худах — букв. «господа́ Чаганиа́на», «владыка Чаганиана» или «чаганианский господин»). 

## История

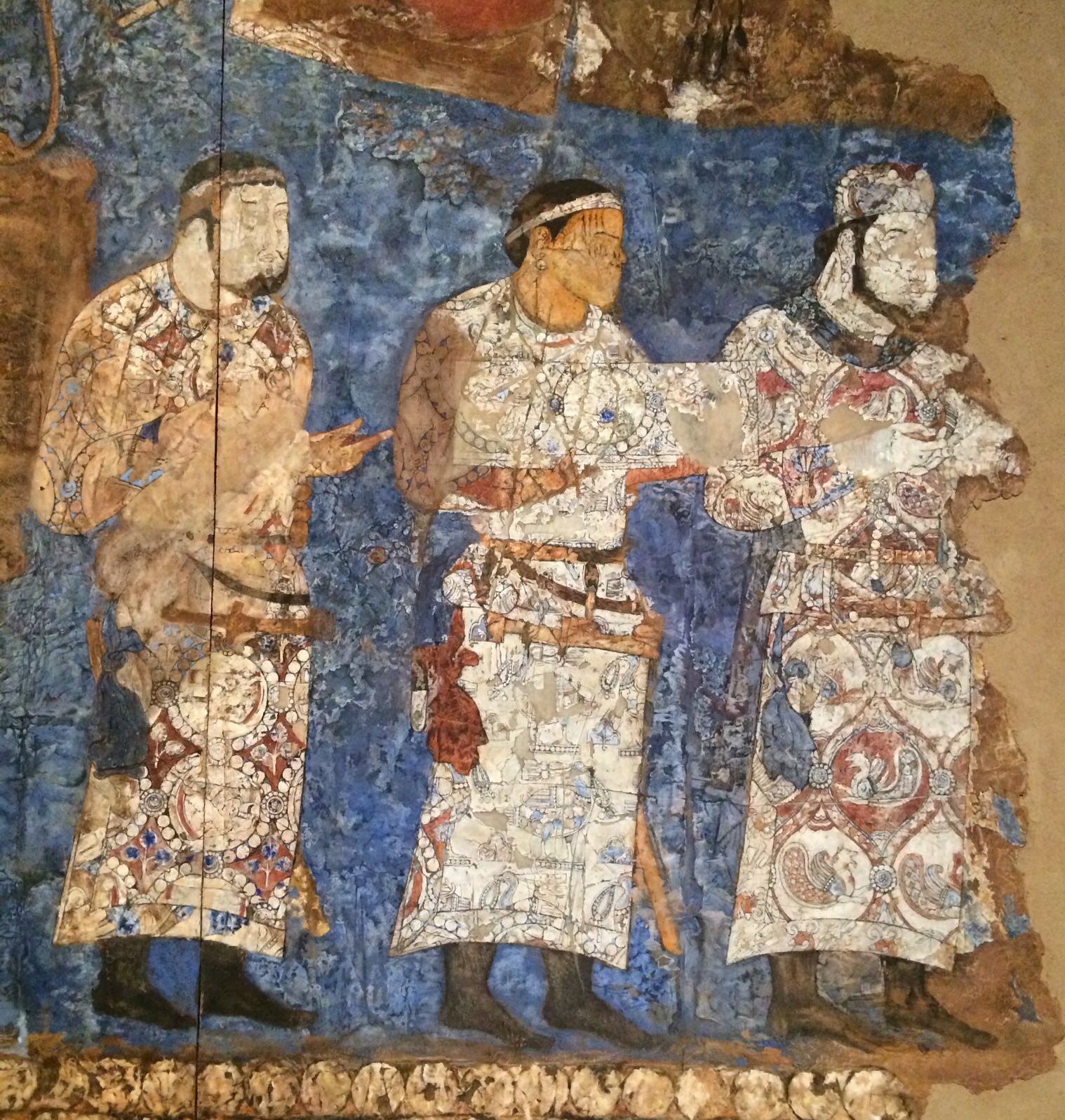
Посол из Чаганиана Пукарзате (центральная фигура) и другие послы, в том числе из Чача, посещают согдийского царя Вархумана в Самарканде. 648—651 гг., Фрески Афрасиаба

В II-III веках входила в состав Кушанского царства, а позже государства эфталитов и государства Сасанидов.

### Мухатджиды
Правитель Чаганиана Абу Али в 948/949 годах восстал против Саманидов при активной помощи царя Рашта Джафара ибн Шаманика.

## Территория
В настоящее время территория этой средневековой области входит в состав Алтынсайского, Байсунского, Денауского, Кумкурганского, Сариасийского и Шурчинского районов Сурхандарьинской области Узбекистана, а также некоторых районов Согдийской области Таджикистана

## Правители
- Чаган-худахи:
  - Фаганиш (ок. 570)
  - Туранташ (ок. 650—680)
  - Тиш Одноглазый (ок. 710—737)
- Аббасиды (737)[2]:
  - аль-Мухтадж (ок. 870)
  - аль-Музаффар, сын (ок. 910)

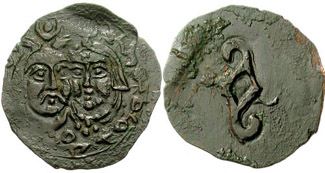
Монета эфталитов княжества Чаганиан с королём и королевой по византийской моде, около 550—650 гг. н. э. Надпись на согдийском.

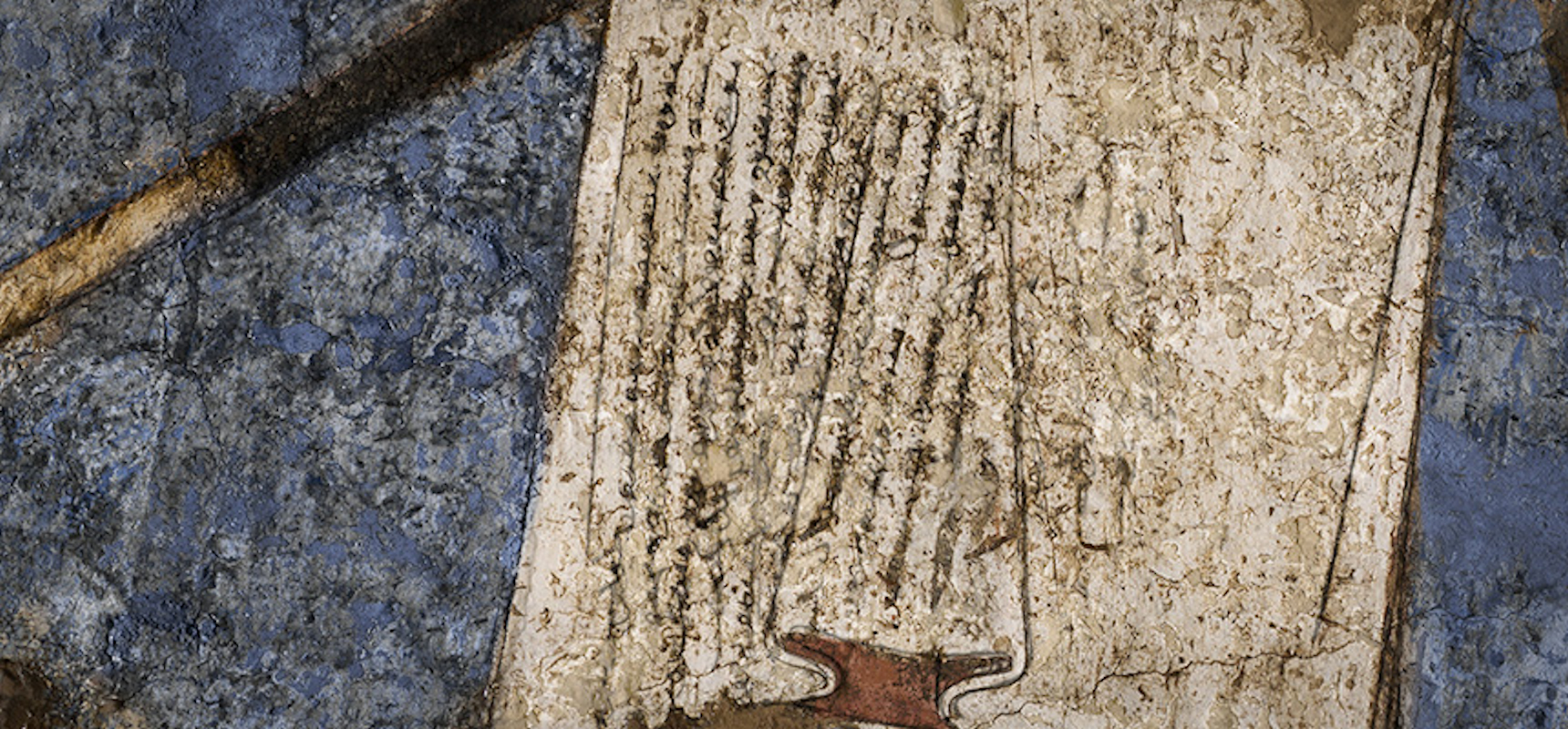
Согдийская надпись Афрасиаба с упоминанием посольства Туранташа

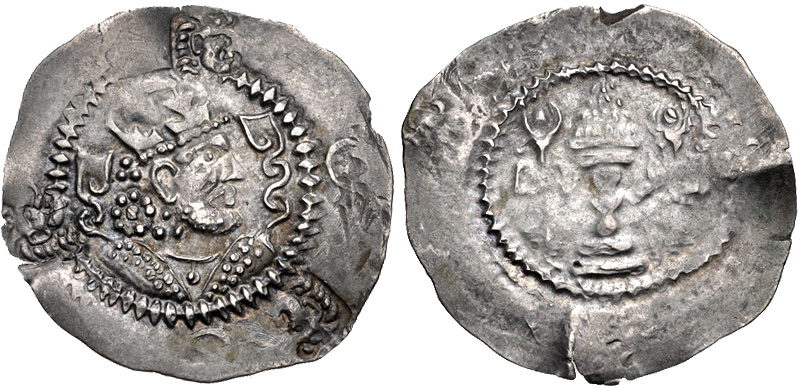
Монета неизвестного Чаган Худата в сасанидском стиле. Чаганиан, VII век н. э.

- Мухтаджиды как вассалы Саманидов (910—989)
  - Абу Бакр Мухаммед[англ.] (925—941)
  - Абу Али Чаганиани[англ.] (941—947)
  - Абу-ль-Музаффар Ахмад, сын Абу Али (947—952)
  - Абу Мансур Наср (952—960)
  - Абу-ль-Аббас аль-Фазль ибн Мухаммед (ок. 960—970)
  - Тахир ибн Аббас (ок. 970—989)

- Мухтаджиды как вассалы Газневидов (989—XI век)[5]
  - безымянный правитель (1025)
  - Абу-ль-Касем, зять Масуда I (XI век)